# 7月7日
7月7日是公曆年的第188天（閏年的第189天），離一年的結束還有177天。

## 大事記

### 16世紀以前
- 23年：漢光武帝率領的部隊成功於昆陽之戰殲滅王莽主力軍隊，成為中國歷史上以少勝多的著名戰役之一。
- 917年：清海、建武节度使刘岩於番禹即位稱帝，改元乾亨，建立南漢。
- 1456年：聖女貞德在經過重新審判（英语：Retrial of Joan of Arc）後其基督教之異端（英语：Heresy in Christianity）的罪刑獲得平反。

### 16世紀
- 1520年：西班牙征服者在奥通巴戰役（英语：Battle of Otumba）中成功擊敗勢力比自己大的阿茲特克三邊同盟軍隊。
- 1534年：前往美洲殖民的歐洲人首次在新布藍茲維聖羅倫斯灣與當地原住民展開交流。
- 1543年：法國軍隊入侵盧森堡。
- 1575年：英格蘭王國和蘇格蘭王國爆發最後一場大規模軍事衝突。
- 1585年：要求於法國境內廢止新教的《內穆爾條約（英语：Treaty of Nemours）》正式簽署。

### 17世紀
- 1647年：拿坡里發生反對西班牙統治的起義行動。

### 18世紀
- 1753年：英國通過《1753年猶太人歸化法（英语：Jewish Naturalization Act 1753）》。
- 1770年：俄羅斯帝國和鄂圖曼帝國之間爆發了拉爾加路戰役（英语：Battle of Larga）。
- 1777年：參與美國獨立戰爭的士兵撤出提康德羅加堡，並且與英國軍隊陷入僵持。
- 1798年：因為美國國會決議撤銷對於法國的債務使得美法短暫衝突爆發。

### 19世紀
- 1801年：杜桑·盧維杜爾宣布海地脫離法國統治而獨立成為國家。
- 1807年：法國皇帝拿破崙一世和俄羅斯沙皇亞歷山大一世簽訂《提爾西特條約》，第四次反法同盟瓦解。
- 1839年：林维喜被一批英国水手殴打致死，成為引發第一次鴉片戰爭的導火線。
- 1846年：美國軍隊佔據了蒙特雷以及舊金山，之後以這兩處為據點進而佔領了加利福尼亞州地區。
- 1862年：沙皇政府逮捕俄羅斯民主主義思想家尼古拉·加夫里諾維奇·車爾尼雪夫斯基。
- 1863年：美國首次施行徵兵制，不過得以透過繳交300美元來豁免。
- 1865年：4名於南北戰爭期間涉嫌密謀暗殺美國總統亞伯拉罕·林肯的罪嫌判處絞刑並處死。
- 1892年：菲律賓革命組織卡蒂普南宣告成立，之後成功將西班牙帝國驅離其在亞洲地區最後一個根據地。
- 1898年：美國總統威廉·麥金利簽署《紐蘭茲決議》，正式將夏威夷共和國併吞至美國領土中。

### 20世紀
- 1902年：清朝政府就英國與印度軍隊入侵西藏開始與英國政府展開談判。
- 1905年：台灣解除第一次戒嚴。
- 1906年：周學熙創辦了啟新洋灰公司。
- 1907年：由小弗洛倫茨·齊格菲爾德創辦的齊格飛富麗秀在紐約園庭劇院（英语：Bowery Theatre）進行了第一次表演。
- 1911年：美國、英國、日本和俄羅斯共同簽署《1911年北太平洋保護海豹公約（英语：North Pacific Fur Seal Convention of 1911）》，這是第一個基於動物生態保護為理由而禁止在開放水域捕殺海豹的國際條約。
- 1915年：第一次伊松佐河之役宣告結束。
- 1915年：國際鐵路聯運（英语：International Railway (New York–Ontario)）公司的路面電車因為超載了157名乘客而於安大略昆士頓發生意外，最後造成15人死亡。
- 1918年：英國皇家海軍在第一次世界大戰中砲擊伊斯坦堡。
- 1926年：著名杂志《北洋画报》在天津创刊。
- 1927年：中華民國政府設立上海特别市，歸屬於中華民國行政院直接統管。
- 1928年：位於密蘇里州契利科提（英语：Chillicothe, Missouri）的契利科提烘焙公司（Chillicothe Baking Company）發明了切片麵包。
- 1930年：美國企業家亨利·凱撒（英语：Henry J. Kaiser）開始出資建造胡佛水壩。
- 1937年：大日本帝國陸軍向盧溝橋附近的中國國民革命軍發動進攻，成為中國抗日戰爭導火綫。
- 1937年：皮爾委員會發表報告，指出國際聯盟對巴勒斯坦的託管統治已不可行，並建議將英國管理的巴勒斯坦託管地一分為二。
- 1938年：第一屆國民參政會在漢口召開。
- 1939年：中國共產黨中央委員會發表了《為抗戰兩周年紀念對時局宣言》。
- 1941年：參與第二次世界大戰的美軍部隊接管了原本早先由英國占領的冰島。
- 1941年：自由法國武裝部隊與英國軍隊成功佔領了原先由法國所統治的貝魯特。
- 1943年：蔣中正接受美國總統富蘭克林·德拉諾·羅斯福贈送的最高統帥勳章。
- 1944年：參與太平洋戰爭的美軍部隊在塞班島戰役中首次遇見了萬歲衝鋒的戰鬥方法。
- 1946年：中國共產黨宣佈準備自行組織聯合政府。
- 1946年：法蘭契斯卡·加布里妮成為第一位被天主教會封聖的美國人。
- 1946年：霍華德·休斯因為所駕駛的偵察機休斯XF-11（英语：Hughes XF-11）原型機墜毀於比佛利山附近導致嚴重燒傷與多處骨折。
- 1952年：美國號（英语：SS United States）郵輪在處女航中航行抵達主教岩，進而打破原本藍絲帶獎的橫渡大西洋之紀錄並且成為在世界上速度最快的郵輪。
- 1953年：切·格瓦拉開始展開其經過玻利維亞、祕魯、厄瓜多、巴拿馬、哥斯大黎加、尼加拉瓜、宏都拉斯和薩爾瓦多的旅程。
- 1955年：越南民主共和国胡志明主席同中華人民共和國政府签订协定，由中国方面提供3亿3800万美元的经济援助。
- 1957年：弗里茨·莫拉維克（英语：Fritz Moravec）和其他兩名奧地利登山者成功登頂加舒爾布魯木II峰。
- 1958年：美國總統德懷特·艾森豪正式簽署阿拉斯加州地位法並將其列入美國法律中。
- 1959年：科學家藉由金星遮蔽恆星軒轅十四的罕見現象來確定金星本身的大氣結構以及厚度範圍。
- 1971年：香港專上學生聯會於維多利亞公園針對釣魚臺事件發起示威活動，然而由於此時香港專上學生聯會尚未註冊為合法團體使得警方開始拘捕學生並且引發衝突。
- 1975年：《萬人日報》於香港創刊。
- 1978年：位於南太平洋的索羅門群島自英國獲得獨立，並且成為大英國協成員國。
- 1979年：美國和中國簽訂新貿易協定，同時美國還給予中國最惠國待遇。
- 1980年：黎巴嫩內戰期間，黎巴嫩陣線在薩夫拉屠殺（英语：Safra massacre）中殺害了83名敵對武裝分子。
- 1981年：美國總統隆納·雷根任命桑德拉·戴·奧康納擔任美國最高法院第一位女性成員。
- 1981年：中華人民共和國國務院下達了鼓勵個體經營之規定。
- 1983年：作為蘇聯領導人尤里·安德罗波夫的客人，美國學生珊曼莎·史密斯訪問莫斯科等地。
- 1985年：17歲的鮑里斯·貝克成為有史以來最為年輕的溫布頓網球錦標賽冠軍球員。
- 1990年：在歐洲核子研究組織任職的提姆·柏納-李開發出全球資訊網，並且之後還提出了標示語言HTML。
- 1991年：斯洛維尼亞代表和反對其獨立的南斯拉夫社會主義聯邦共和國其他代表共同簽署了《布里俄尼協議》，十日戰爭宣告結束。
- 1994年：葉門阿拉伯共和國軍隊成功佔領亞丁，葉門內戰宣告結束。
- 1995年：長江下游出現中華人民共和國建國後第二大洪水災情。
- 1995年：法國第一顆照相偵察衛星太陽神1A（英语：Hélios 1B）由亞利安四號運載火箭發射升空，使得法國成為繼美國、俄羅斯和以色列後第四個擁有偵察衛星的國家。
- 1997年：土耳其軍隊在結束協助庫爾德民主黨參與伊拉克庫爾德內戰（英语：Iraqi Kurdish Civil War）的鐵鎚行動（英语：Operation Hammer (1997)）後撤離伊拉克北部地區。

### 21世紀
- 2003年：英國新聞媒體開始報導秘密情報局涉嫌庇護蓋達組織歐洲地區領導人阿布·卡塔達的醜聞。
- 2005年：英國倫敦數個地鐵和公車交通系統發生多起爆炸事件，造成52人死亡和780多人受傷。
- 2007年：全球舉辦由前美國副總統艾爾·高爾發起的活樂地球明星接力演唱會活動。
- 2010年：中国杭州萧山国际机场上空发现不明飞行物，导致机场关闭一小时。
- 2011年：位在恩斯赫德的赫羅爾斯城堡球場其建設中的屋頂突然發生倒塌，造成2人死亡以及14人受傷。
- 2012年：俄羅斯克拉斯諾達爾邊疆區發生的洪水（英语：2012 Russian floods）造成至少有171人死亡。
- 2016年：台鐵從台北車站駛往松山車站的1258次區間車第6節車廂遭人放置爆裂物並於行駛過程中發生爆炸，共造成25位傷者(含炸彈犯)。
- 2016年：一名前美軍士兵在美國德克薩斯州達拉斯「黑人的命也是命」抗議活動現場狙擊維護秩序的警察，造成5名警察死亡。
- 2019年：香港由網民所發起的77遊行，有20萬人到九龍區出席示威。
- 2021年：海地總統若弗内爾·摩依士在其官邸中遭暗殺身亡，夫人瑪蒂娜·摩依士身负重伤。
- 2022年：在內閣官員離職潮壓力下，英國首相鲍里斯·约翰逊宣佈辭職。

## 出生
- 611年：優多西婭·歐皮菲尼婭，東羅馬帝國公主，皇帝希拉克略唯一的女儿。（639年之前逝世）
- 876年：亨利一世，東法蘭克國王。（936年逝世）
- 1053年：白河天皇，日本第72代天皇。（1129年逝世）
- 1119年：崇德天皇，日本第75代天皇。（1164年逝世）
- 1746年：朱塞普·皮亞齊，義大利天文學家。（1826年逝世）
- 1752年：約瑟夫·瑪麗·雅卡爾，法國發明家、商人，雅卡爾織布機的發明者。（1834年逝世）
- 1804年：威廉·保萊特，英國陸軍元帥。（1893年逝世）
- 1843年：卡米洛·高爾基，義大利醫生，1906年諾貝爾生理學或醫學獎得主。（1926年逝世）
- 1848年：弗朗西斯科·德·保拉·羅德里格斯·阿爾維斯，巴西政治家。（1919年逝世）
- 1854年：尼古拉·亞歷山德羅維奇·莫羅佐夫，俄羅斯革命家、科學家。（1946年逝世）
- 1860年：古斯塔夫·馬勒，奧地利作曲家。（1911年逝世）
- 1861年：內蒂·史蒂文斯，美國遺傳學家。（1912年逝世）
- 1878年：伊丽莎白·阿玛丽亚，奥地利女大公和列支敦士登王妃。（1960年逝世）
- 1884年：利翁·福伊希特萬格，德國劇作家。（1958年逝世）
- 1887年：馬克·夏卡爾，俄羅斯畫家。（1985年逝世）
- 1891年：栗林忠道，日本陸軍大將。（1945年逝世）
- 1899年：喬治·丘克，美國導演。（1983年逝世）
- 1900年：王國棟，英國婦產科醫學家，香港大學婦產科學系講座教授。（1991年逝世）
- 1901年：圓谷英二，日本導演、製片人。（1970年逝世）
- 1901年：維多里奧·狄西嘉，義大利導演。（1974年逝世）
- 1906年：威廉·費勒，克羅埃西亞裔美國數學家。（1970年逝世）
- 1906年：薩奇·佩吉，美國棒球運動員。（1982年逝世）
- 1907年：羅伯特·海萊因，美國作家，被譽為「美國現代科幻小說之父」。（1988年逝世）
- 1911年：吉安·卡洛·梅諾蒂，義大利作曲家。（2007年逝世）
- 1919年：乔恩·珀特维，英國演員。（1996年逝世）
- 1930年：狄鐸·埃德加·麥卡里克，美籍天主教前總主教及前樞機。（2025年逝世）
- 1934年：許世楷，政治及歷史學者，台灣獨立運動的領袖之一。
- 1937年：董建華，香港商人，曾任中華人民共和國首任香港特別行政區行政長官。
- 1940年：林哥·史達，英國創作型歌手、音樂家暨演員，披頭四樂團鼓手。
- 1941年：迈克尔·霍华德，英國政治家。
- 1943年：托托·庫圖尼奧，義大利創作歌手、音樂家。（2023年逝世）
- 1944年：尤爾根·格拉博夫斯基，德國足球運動員、總教練。（2022年逝世）
- 1944年：伊恩·威爾穆特，英國胚胎學家。（2023年逝世）
- 1947年：賈南德拉，尼泊爾國王。
- 1948年：西村真悟，日本政治家。
- 1949年：雪莉·杜瓦，美國女演員。（2024年逝世）
- 1953年：趙美心，華裔美國政治人物，現任加利福尼亞州聯邦眾議員。
- 1955年：趙寶剛，中國導演。
- 1956年：大川隆法，日本政治人物、宗教領袖，幸福科學創始人。（2023年逝世）
- 1958年：森和俊，日本生物學家
- 1959年：班·林德，美國工程師、國際主義者，在尼加拉瓜遭到美國支持的反政府組織刺殺。（1987年逝世）
- 1960年：英達，中國演員、導演。
- 1960年：雷夫·辛普森，美國籃球運動員。
- 1962年：阿奇瓦·高斯曼，美國編劇、導演、製片人。
- 1964年：堤真一，日本男演員。
- 1964年：藤島康介，日本漫畫家、插畫家。
- 1965年：郭建成，臺灣中華職業棒球大聯盟時報鷹球員。
- 1968年：趙擎，台灣男演員。
- 1968年：喬雅·福克斯，美國女演員。
- 1972年：連奕名，中國男演員、導演。
- 1972年：麗莎·萊斯莉，美國職業籃球運動員。
- 1973年：高屋奈月，日本插畫家暨漫畫家。
- 1976年：高恩美，韓國女演員。
- 1976年：漢米許·林克萊特，美國男演員。
- 1976年：貝熱尼絲·貝喬，阿根廷裔法國女演員。
- 1977年：達維德·勒內，義大利時裝設計師。（2023年逝世）
- 1977年：張惠春，臺灣演員、歌手。
- 1978年：米希亞，日本女歌手、作曲家。
- 1978年：克里斯·安德森，美國籃球運動員。
- 1980年：關穎珊，華裔美國花式溜冰運動員。
- 1980年：吳珠恩，韓國女演員。
- 1981年：瀧澤沙織，日本女演員。
- 1982年：揚·拉什圖夫卡，捷克足球運動員。
- 1983年：王浩信，香港演員。
- 1983年：鍾承翰，台灣男演員。
- 1983年：羅柏·艾格斯，美國導演、編劇、美術指導、劇裝設計師。
- 1984年：阿爾貝托·阿奎拉尼，義大利足球運動員。
- 1984年：伊藤陽佑，日本演員。
- 1987年：馬艷冰，加拿大模特兒。
- 1987年：余聲，中國演員、主持人。
- 1988年：克麗斯蒂·卡斯特林，美國女子田徑運動員。
- 1989年：畢書盡，臺灣歌手。
- 1989年：金汎，韓國演員、歌手、模特兒。
- 1990年：李·阿迪，迦納足球運動員。
- 1990年：優希麻琴，日本AV女優。
- 1990年：葉星辰，台灣女演員。
- 1991年：崔泰俊，韓國男演員。
- 1991年：艾利索，瑞典DJ、音樂製作人
- 1992年：東妮·伽姆，德國名模。
- 1993年：蘇禹，中國作家。
- 1994年：王永傑，台灣遊戲實況主。
- 1994年：楊肅浩，臺灣歌手、作曲人、作詞人、教師。
- 1995年：盧瀚霆，香港男子偶像團體MIRROR成員。
- 1996年：天海由梨奈，日本女性聲優。
- 1996年：尹彩暻，韓國女子偶像團體APRIL成員。
- 1997年：井朧，中國歌手。
- 1997年：日向真凜，日本AV女優。
- 1997年：生田衣梨奈，日本女歌手。
- 1997年：土生瑞穗，日本女子偶像團體櫻坂46成員。
- 1998年：赖美云，中國女子偶像團體火箭少女101成員。
- 1998年：陳宥維，中國男子偶像團體UNINE成員。
- 1999年：柳妍美，韓國女演員。
- 2000年：早田希娜，日本女子乒乓球運動員。
- 生年不詳：山岡百合，日本女性聲優。

## 逝世
- 1304年：教宗本篤十一世，羅馬主教。（1240年出生）
- 1307年：爱德華一世，英格蘭國王（1239年出生）
- 1572年：齊格蒙特二世，波蘭國王。（1520年出生）
- 1882年：米哈伊爾·斯科別列夫，俄羅斯帝國將軍。（1843年出生）
- 1883年：奧古斯特·博伊松諾，法國鳥類學家、眼科專家。（1802年出生）
- 1890年：亨利·內斯萊，德國糖果製造商和商人，雀巢創辦人。（1814年出生）
- 1901年：約翰娜·施皮里，瑞士兒童文學作家。（1827年出生）
- 1916年：布魯諾·霍費爾，德國魚類學家。（1861年出生）
- 1928年：楊增新，中國新疆實際統治者。（1859年出生）
- 1929年：黃東茂，臺灣企業家。（1876年出生）
- 1930年：亞瑟·柯南·道爾，英國偵探小說作家。（1859年出生）
- 1932年：亞歷山大·格林，俄羅斯小說家。（1880年出生）
- 1939年：楊君俠，香港電影喜劇演員。（1910年出生）
- 1954年：索爾·杜西曼，俄裔美國物理化學家。（1883年出生）
- 1956年：戈特弗里德·貝恩，德國詩人。（1886年出生）
- 1965年：摩西·夏里特，烏克蘭和以色列政治家，曾任第二任以色列總理。（1894年出生）
- 1971年：烏布·伊沃克斯，美國藝術家、導演和漫畫家。（1901年出生）
- 1972年：塔拉勒·伊本·阿卜杜拉，約旦國王。（1909年出生）
- 1973年：麥克斯·霍克海默，德國哲學家和社會學家。（1895年出生）
- 1973年：維若妮卡·蕾克，美國女星。（1919年出生）
- 1976年：皮定鈞，中國中將。（1914年出生）
- 1979年：羅伯特·奧培爾，美國攝影師、藝廊老闆。（1939年出生）
- 1981年：吳成家，台語流行音樂作曲家。（1916年出生）
- 1982年：金山，華語電影藝術家。（1911年出生）
- 1983年：傅聲，香港武打電影演員。（1954年出生）
- 1995年：李石樵，臺灣畫家。（1908年出生）
- 1998年：蘭諾·羅姆尼，美國政治人物。（1908年出生）
- 2000年：乌尔苏拉·玛丽亚·库琴斯基，德国作家、德籍苏联间谍。（1907年出生）
- 2002年：畢森·德勒，美國籃球運動員。（1969年出生）
- 2003年：鈴木富子，日本女性聲優、旁白。（1956年出生）
- 2006年：約翰·曼尼，紐西蘭心理學家、性學家、作家。（1921年出生）
- 2006年：艾瑞克·修普勒，美國北卡羅來納大學心理學家（1927年出生）
- 2006年：西德·巴雷特，英國歌手、詞曲作者和音樂家。（1946年出生）
- 2014年：，苏联、喬治亞政治人物，第2任喬治亞總統（1928年出生）
- 2012年：羅傑瑞，美國的漢學家和語言學家。（1936年出生）
- 2020年：江勝昌，微星科技執行長、總經理。
- 2021年：迪利普·庫馬，印度男演員。（1922年出生）
- 2021年：老罗伯特·唐尼，美國導演、製片人、編劇、攝影師、演員。（1936年出生）
- 2021年：夏玉麟，香港影視演員。（1953年出生）
- 2021年：若弗内尔·莫伊兹，海地政治人物，第45任海地總統。（1968年出生）
- 2022年：陳家林，中國導演。（1942年出生）
- 2023年：尼基·麥克雷，美國女子籃球運動員。（1971年出生）
- 2025年：諾曼·泰比，英國政治人物。（1931年出生）
- 2025年：林沖，臺灣男歌手、演員。（1933年出生）
- 2025年：傅國湧，中國作家。（1967年出生）
- 2025年：羅曼·斯塔羅沃伊特，俄羅斯政治人物。（1972年出生）

## 节假日和习俗
- 世界巧克力日
- 天主教會：維利巴爾德紀念日（英语：Willibald）
- 日本：七夕
- 坦桑尼亚：工人日（英语：Saba Saba Day）
- 所罗门群岛：獨立日
- 波蘭、 俄羅斯、 白俄羅斯、 乌克兰：伊凡·庫帕拉節